# Cyclocheilichthys enoplos
Cyclocheilichthys enoplos е вид лъчеперка от семейство Шаранови (Cyprinidae). Видът не е застрашен от изчезване.

## Разпространение и местообитание
Разпространен е във Виетнам, Индонезия (Калимантан, Суматра и Ява), Камбоджа, Лаос, Малайзия (Западна Малайзия) и Тайланд.
Обитава сладководни басейни и реки.

## Описание
На дължина достигат до 74 cm.
Популацията на вида е намаляваща.